# Tsàrskaia nevesta
La núvia del tsar (en rus: Царская невеста, Tsàrskaia nevesta) és una òpera en quatre actes de Nikolai Rimski-Kórsakov, el llibret, d'Ilià Tiumenev, es basa en l'obra de teatre del mateix nom de Lev Aleksàndrovitx Mei. S'estrenà el 3 de novembre de 1899 al teatre Solodovnikov de Moscou.
Aquesta òpera és una excepció en la producció de Rimski-Kórsakov per dos motius. Primer, el tema està basat en un drama històric, amb personatges urbans, reals, i situat a l'època semillegendària del tsar Ivan el Terrible. I segon, i sobretot, pel fet que Rimski-Kórsakov va realitzar brillants experiments d'instrumentació, combinant sonoritats i efectes tonals de tal manera que va preparar el camí per l'aparició de Stravinski i Prokófiev. Rimski-Kórsakov va escriure una dotzena d'òperes llargues, algunes de les quals romanen populars als teatres d'òpera russos, però que es representen només ocasionalment a l'occident. La núvia del tsar, en aquest sentit, seria una certa raresa, ja que hi apareix una mica més sovint. L'ària que canta Marfa al quart acte és la millor peça de l'obra i es considera una de les millors del repertori rus.

## Argument
L'acció es desenvolupa a l'assentament d'Alexandrovsky a Moscou, a la tardor de 1572. Presenta la societat de l'Imperi Rus, dominada pel tsar i els cortesans que l'envolten, amb un poder omnímode sobre els seus súbdits. Es basa en el tercer matrimoni del tsar Ivan el Terrible amb Marfa Sobakina, però s'aparta bastant de la realitat històricament acreditada.
Griaznoi ha raptat la jove Lioubacha, però després s'enamora de Marfa, promesa de Lykov. Griaznoi va a veure un mag perquè l'ajudi en la conquesta amb un filtre d'amor. Lioubacha vol que el mag li doni també una metzina que la vagi matant a poc a poc. Ivan el terrible vol casar-se amb Marfa, però aquesta mor. Quan al final Griaznoi descobreix el que ha passat, mata Lioubacha. La guàrdia del tsar l'arresta.